# Ronnie Milsap
Ronnie Lee Milsap (Robbinsville, 16 gennaio 1943) è un cantante e pianista statunitense.

## Biografia
Cieco dalla nascita, ha vinto quattro Academy of Country Music Awards, otto Country Music Association Awards, sei Grammy Awards e altri premi. È inserito nella Country Music Hall of Fame.

## Vita privata
Dal matrimonio con Joyce, sua moglie dal 1965 al 2021, anno in cui la donna è deceduta dopo una lunga lotta contro la leucemia, è nato un solo figlio, Ronald Todd, morto improvvisamente nel 2019.

## Discografia
Album studio
- Ronnie Milsap (1971)
- Where My Heart Is (1973)
- Pure Love (1974)
- A Legend in My Time (1975)
- A Rose By Any Other Name (1975)
- Night Things (1975)
- Plain and Simple (1975)
- 20/20 Vision (1976)
- It Was Almost Like a Song (1977)
- Only One Love in My Life (1978)
- Images (1979)
- Milsap Magic (1980)
- Out Where the Bright Lights Are Glowing (1981)
- Inside (1982)
- Keyed Up (1983)
- One More Try for Love (1984)
- Lost in the Fifties Tonight (1985)
- Heart & Soul (1987)
- Stranger Things Have Happened (1989)
- Back to the Grindstone (1991)
- True Believer (1993)
- Sings His Best Hits for Capitol Records (1996)
- Just for a Thrill (2004)
- My Life (2006)
- Then Sings My Soul (2009)
- Country Again (2011)
- Summer Number Seventeen (2014)

Album natalizi
- Christmas with Ronnie Milsap (1986)

Album live
- Ronnie Milsap Live (1976)
- Ronnie Milsap Live (2002)

Raccolte (parziale)
- Greatest Hits (1980)
- Greatest Hits Vol. 2 (1985)
- Greatest Hits Vol. 3 (1991)
- 40 #1 Hits (2000)
- 16 Biggest Hits (2007)